# Bernhard Stavenhagen

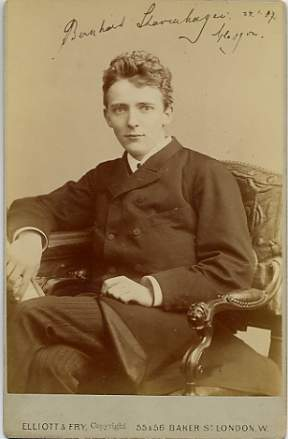
Bernhard Stavenhagen

Bernhard Stavenhagen (* 24. November 1862 in Greiz; † 25. Dezember 1914 in Genf) war ein deutscher Komponist und Pianist.

## Leben
Seine Schwester war die Schriftstellerin Hildegard Neuffer-Stavenhagen (1866–1939), die mit dem Schauspieler und Theaterdirektor Dagobert Neuffer verheiratet war.
Stavenhagen erhielt ersten Klavierunterricht durch Theodor Kullak und studierte dann bei Ernst Rudorff Klavier und bei Friedrich Kiel Musiktheorie und Komposition. Im Jahr 1879 wurde er für sein Klavierkonzert in C-Dur mit dem Mendelssohn-Preis ausgezeichnet. 1885 ging Stavenhagen nach Weimar, um bei Franz Liszt zu studieren und diesen nach Rom, Budapest, Paris, London und Bayreuth zu begleiten. Er gilt als Liszts letzter und bedeutendster Schüler und hielt auch 1886 dessen Grabrede. Nach Aussage von Zeitgenossen stand sein Spiel dem seines Lehrers Liszt am nächsten.
In den folgenden zehn Jahren unternahm er Konzertreisen durch Europa und Nordamerika. 1890 wurde er zum Hofpianisten des Großherzogs von Sachsen-Weimar ernannt, 1894 zum Hofkapellmeister. Im Juli 1890 heiratete er in Weimar Agnes Denninghoff, eine Sopranistin am Weimarer Hoftheater. 1898 wurde er Kapellmeister am Münchener Hoftheater, 1899 königlicher Hofkapellmeister. Von 1901 bis 1904 war er Direktor der Königlichen Akademie der Tonkunst.
1907 übersiedelte er nach Genf, wo er bis 1914 die Meisterklassen für Klavier am Konservatorium leitete. Sein Nachfolger wurde José Vianna da Motta.
Als Dirigent der Abonnementskonzerte brachte er die Ur- und Erstaufführungen zahlreicher Werke u. a. von Richard Strauss, Hans Pfitzner, Gustav Mahler, Arnold Schönberg, Claude Debussy, Maurice Ravel, Gabriel Fauré, Sergei Tanejew, Mili Balakirew und Ernest Bloch zur Aufführung. Er galt als Verfechter zeitgenössischer Musik.
Sein Klavierspiel ist mit Hilfe des Welte-Mignon-Verfahrens für die Nachwelt konserviert worden.
Sein Leichnam wurde in Weimar beigesetzt.
Im Jahr 1980 wurde die Musikschule (jetzt Kreismusikschule) Greiz nach Stavenhagen benannt.

## Werke
- Klavierkonzert C-Dur, 1879
- Klavierkonzert A-Dur
- Klavierkonzert h-moll, op. 4 1893
- Drei Orchesterlieder: Märchenlied, Ständchen, Der schwere Abend
- Suleika, Szene für Sopran mit Orchester

Klavierstücke:
- op. 2: Presto, Pastorale und Caprice
- op. 5: Capriccio, Intermezzo und Menuetto scherzando
- op. 10: Notturno, Mazurka und Gavotte-Caprice